# Plectrocnemia sinualis
Plectrocnemia sinualis là một loài Trichoptera trong họ Polycentropodidae. Chúng phân bố ở miền Cổ bắc.